# Voet (lengtemaat)

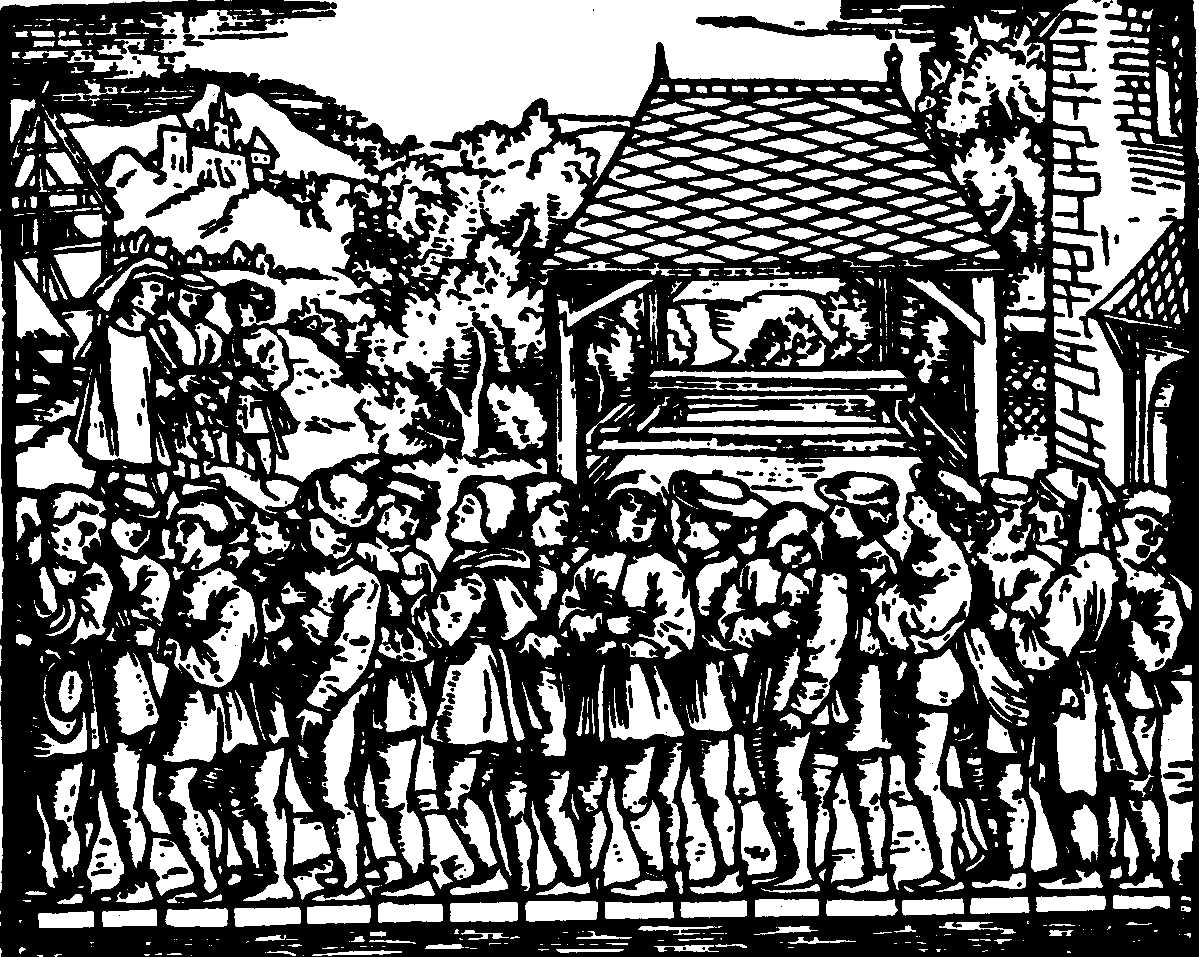
Methode voor het maken van een meetstok van 16 voet, naar een houtsnede in Von urspruong der Teilung, Maß und Messung deß Ertrichs der Ecker, Wyngarten, Krautgarten, und anderer Velder door Jacob Köbel (Oppenheim, 1522).

De voet (Engels: foot, meervoud feet) is een lengte-eenheid die in Angelsaksische landen veel wordt gebruikt (zie ook: Brits-Amerikaans maatsysteem). Het eenheidssymbool is ft, of ' (een enkel accentteken). De maat komt ongeveer overeen met de Romeinse pes.
Van oudsher verwees de lengtemaat 'voet' naar de (gemiddelde) lengte van een menselijke voet. De maat verschilde van streek tot streek en raakte in de loop van de 19e eeuw in onbruik door de invoering van het metrieke stelsel. In Engeland (en Engelssprekende landen) bleef het oude maatsysteem veel langer bestaan.
Als tegenwoordig over een 'voet' wordt gesproken, wordt dan ook meestal een internationale voet bedoeld, die gelijk is aan de Engelse voet.

## De internationale voet
Hoewel de voet geen SI-eenheid is, is de lengte ervan in 1958 internationaal vastgelegd via de inch (geldig sinds 1 juli 1959). Een inch is exact gelijk aan 2,54 cm en er zitten 12 inches in één voet. Hiermee is een voet 304,8 mm = 0,3048 m = 381/1250 m. Eén meter is dan dus 1/0,3048 ofwel ongeveer 3,28 voet.
De voet wordt gebruikt in de luchtvaart om de vlieghoogte mee aan te geven: op trans-Atlantische vluchten wordt vaak gevlogen op een hoogte van 30.000 voet, ongeveer 9 kilometer hoog.
Ook wordt de voet veel in de scheepvaart gebruikt om lengte van schepen aan te geven. Ook de maten van containers worden in voet uitgedrukt: een lengte van 20 of 40 voet, bij een standaard breedte van 8 voet en een standaard hoogte van 8 voet en 6 inch (8' 6").
Er zitten 3 voet in een yard en 5280 voet in een Engelse mijl.

## Vierkante voet
Een vierkante voet (Engels: square foot) is het kwadraat van de lengtemaat: 0,3048 m × 0,3048 m, dus ongeveer 0,0929 m² groot. In een vierkante meter gaan 10,764 ft².
De vierkante voet (v.v.) wordt anno 2011 in Nederland nog altijd gebruikt bij de verkoop van leer om de oppervlakte van lederen vellen en perkament aan te geven.

## Kubieke voet
Eén kubieke voet (Engels: cubic foot) is de lengtemaat tot de derde macht: ongeveer 0,0283 m³. In 1 m³ gaan ongeveer 35,315 ft³. Voor het volume van hout wordt nog de board foot gebruikt, dit is een volume van 1 voet x 1 voet x 1 inch.

## Voet naar land

### De voet in Frankrijk
Tot de invoering van het metrieke stelsel in 1799 gebruikte Frankrijk officieel de koningsvoet (pied de roi), met een lengte die 1/6 was van de toise, een staaf die in Parijs bewaard werd, in Grand Châtelet. In sommige delen van het land gebruikte men een eigen standaardvoet die afweek van de koningsvoet. De lengte van de koningsvoet was 324,8 mm (maar voor 1667, toen de staaf vervangen werd, iets langer: 326,6 mm). Van 1812 tot 1837 werd in de detailhandel als overgang naar de definitieve invoering van het metrieke stelsel een nieuwe voet van 333,3 mm toegestaan, de pied metrique van het "mesures uselles" systeem. Daarna werd gebruik van de voet als lengtemaat verboden.

### De voet in Nederland

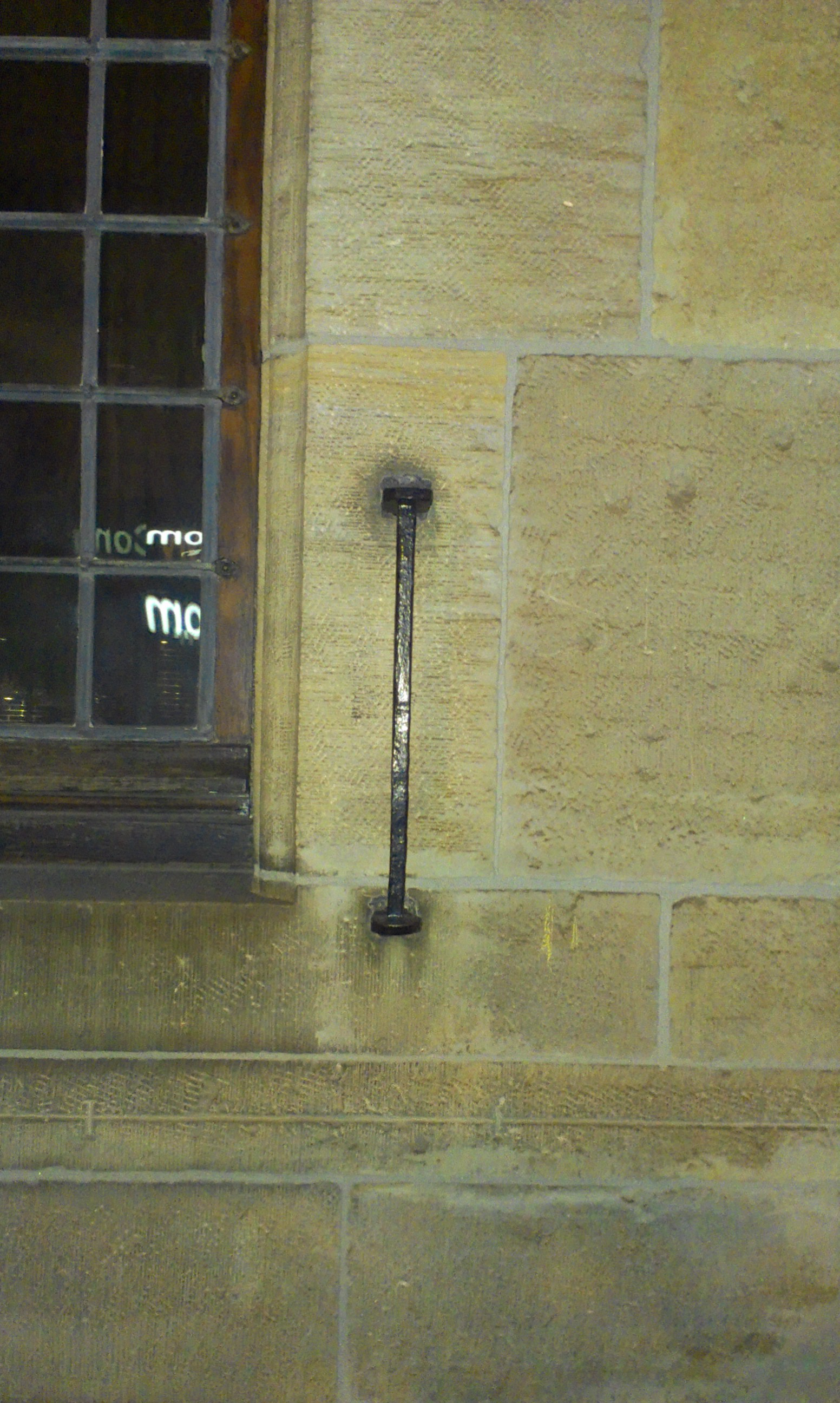
Aan de voorgevel van het stadhuis van Leiden is een ijzeren staaf bevestigd van één Rijnlandse voet lang. Deze diende om de maatstaven van de marktkooplui op te ijken.

De lengtemaat voet was in het verleden niet eenduidig gedefinieerd en verschillende plaatsen hadden ieder hun eigen, vaak niet met elkaar overeenkomende maatvoering. Afhankelijk van de plaats was een voet ook nog eens verdeeld in 10, 11, 12 of 13 duimen.
De hier getoonde waarden zijn voorbeelden, in de praktijk had bijna elke stad en streek zijn eigen maat. In Nederland was de meest gebruikte voet de Rijnlandse voet.
- De Amsterdamse voet is 0,2831 meter (onderverdeeld in 11 Amsterdamse duimen). De VOC voerde deze voet in 1650 als standaard in
- De Blooise voet is 0,301 meter
- De Bossche voet is 0,287 meter
- De Honsbossche en Rijpse voet is 0,285 meter
- De Kaapse voet is 0,3149 meter (12 Kaapse duimen)
- De Maastrichtse voet is 0,287 meter
- De Rijnlandse voet is 0,3140 meter (onderverdeeld in 12 Rijnlandse duimen)
- De Rotterdamse voet is 0,2823 meter (onderverdeeld in 11 Rotterdamse duimen)
- De Schouwse voet is 0,311 meter

### De voet in België
- De Antwerpse voet is 0,2868 meter (onderverdeeld in 11 Antwerpse duimen)
- De Aalsterse voet is 0,2770 meter
- De Brusselse voet is 0,2758 meter
- De Doornikse voet is 0,2978 meter
- De Henegouwse voet is 0,2934 meter
- De Leuvense voet is 0,2855 meter
- De Luikse voet is 0,2918 meter
- De Mechelse voet is 0,278 meter
- De Nijvelse voet is 0,2770 meter
- De Brugse voet is 0,2743 meter
- De Kortrijkse voet is 0,2976 meter
- De Veurnse voet is 0,2728 meter
- De Ieperse voet is 0,2729 meter
- De Oudburgse voet is 0,2753 meter
- De Dendermondse voet is 0,2756 meter

### De voet in Duitsland
- De Akense voet is 0,2807 meter
- De Hamburgse voet is 0,2860 meter = 12 Zoll
- De Lübecker voet is 0,2876 meter = 12 Zoll
- De Pruisische voet is 0,3138 meter = 12 Zoll
- De Rijnlandsche voet is 0,3139 meter = 12 Zoll

### De voet in Engeland

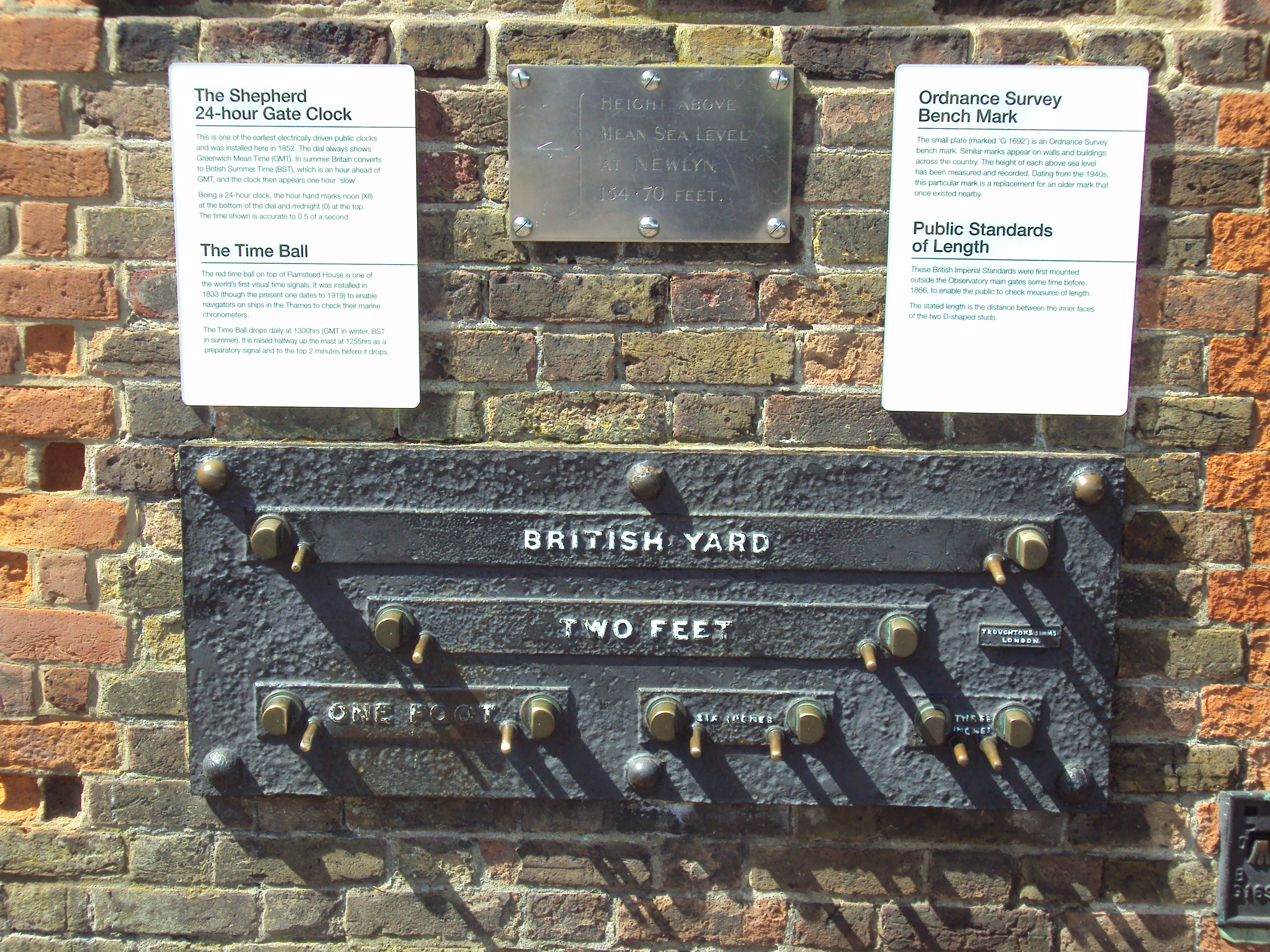
Engelse ijkmaten bij de sterrenwacht van Greenwich

- De Engelse voet is 0,3048 meter (de internationale voet, zie boven).

### De voet in de VS
- In de VS wordt de internationale voet (international foot) aangehouden, maar in sommige staten, zoals Arizona en Montana,  gebruikt men de U.S. survey foot voor landmeetkundige doeleinden. De U.S. survey foot is gedefinieerd als 1200/3937 meter, een breuk met een oneindig aantal decimalen achter de komma, ongeveer 0,3048006096... meter. Omdat niet altijd duidelijk is welke voet is gebruikt voor oude projecten, en omdat over grote afstanden het minieme verschil gaat optellen is men het National Geodetic Survey Project begonnen, met als doel het uitfaseren van de U.S. survey foot. Vanaf 1 januari 2023 moeten alle staten van de VS zijn overgegaan op de internationale voet.[1]

### De voet in Denemarken
- De Deense voet is 0,3139 meter

### De voet in Zweden
- De Zweedse voet is 0,2960 meter

### De voet in Italië
- De Venetiaanse voet is 0,3480 meter

### De voet in Spanje
- De Castiliaanse voet is 0,278635 meter[2]

### De voet in Portugal
- De Portugese voet is 0,333 meter